# Willem van Outhoorn
Willem van Outhoorn (Larike (Ambon), 4 mei 1635 - Batavia, 27 november 1720), zoon van Cornelis Willemsz. van Outhoorn, was gouverneur-generaal van de Vereenigde Oost-Indische Compagnie (VOC), VOC-koopman en gouverneur van de Banda-eilanden.
Zijn opleiding kreeg Van Outhoorn in Holland; hij studeerde rechten in Leiden tot 1658. Vanaf 1660 verbleef hij ononderbroken in Batavia. In 1679 werd hij benoemd in de Raad van Indië. In 1691 werd hij benoemd tot gouverneur-generaal van de VOC. Drie van zijn broers, waaronder Cornelis werden door hem met lucratieve posten begunstigd. Toen er steeds meer Chinese jonken naar Batavia kwamen, stelde Van Outhoorn voor de VOC-schepen elders in te zetten. In 1701 nam hij ontslag, maar het duurde nog drie jaar, vanwege kritiek door Christoffel van Swol over de opvolging (nepotisme), voor hij de functie overdroeg aan zijn schoonzoon Joan van Hoorn.
Aan het eind van zijn bewind overleed de soesoehoenan van Mataram, Amangkoerat II. De strijd tussen de kroonpretendenten, van wie Raden Mas Saïd de bekendste was, werd pas in 1755 beëindigd. De VOC nam intussen de gelegenheid te baat haar invloed rond Djokjakarta uit te breiden.
Van Outhoorn wordt als een niet-daadkrachtig bestuurder beschouwd. De bewindhebbers wilden dat hij terugkwam naar Holland, maar Van Outhoorn, die sukkelde met zijn gezondheid en het mogelijk niet lang meer zou maken, kreeg uitstel. Hij leefde evenwel nog zestien jaar in zijn buitenhuis te Batavia.
Gouverneur-generaal van de VOC

Both · 
Gerard Reynst · 
Reael · 
Coen · 
Carpentier · 
Coen · 
Specx · 
Brouwer · 
Van Diemen · 
Van der Lijn · 
Carel Reyniersz · 
Maetsuycker · 
Rijcklof van Goens · 
Speelman · 
Camphuys · 
Van Outhoorn · 
Van Hoorn · 
Van Riebeeck · 
Van Swol · 
Zwaardecroon · 
De Haan · 
Durven · 
Van Cloon · 
Patras · 
Valckenier · 
Thedens · 
Van Imhoff · 
Mossel · 
Van der Parra · 
Van Riemsdijk · 
De Klerk · 
Alting

 

Gouverneur-generaal van staatswege

Van Overstraten · 
Siberg · 
Wiese · 
Daendels · 
(Britse interventie: Raffles en Fendall) · 
Van der Capellen · 
De Kock · 
Du Bus de Gisignies · 
Van den Bosch · 
Baud · 
De Eerens · 
Van Hogendorp · 
Merkus · 
Jan Reijnst · 
Rochussen · 
Duymaer van Twist · 
Pahud · 
Prins · 
Sloet van de Beele · 
Prins · 
Mijer · 
Loudon · 
Van Lansberge · 
s'Jacob · 
Van Rees · 
Pijnacker Hordijk · 
Van der Wijck · 
Rooseboom · 
Van Heutsz · 
Idenburg · 
Van Limburg Stirum · 
Fock · 
De Graeff · 
De Jonge · 
Tjarda van Starkenborgh Stachouwer
- Digitale Bibliotheek voor de Nederlandse Letteren: outh005
- International Standard Name Identifier: 0000 0003 9005 9809
- Nederlandse Thesaurus van Auteursnamen: 070244235
- Système universitaire de documentation: 19235129X
- Virtual International Authority File: 283543995
- WorldCat: E39PBJrRh9wHpfQ6ggWRttbKh3